# Ho la hit
Ho la hit è un singolo del rapper italiano Ensi, pubblicato il 7 aprile 2022.
Il brano vede la partecipazione del rapper italiano Massimo Pericolo.

## Tracce
1. Ho la hit (feat. Massimo Pericolo) – 3:40